# Amt Plauen
Das Amt Plauen war eine im Vogtländischen Kreis gelegene territoriale Verwaltungseinheit des 1806 in ein Königreich umgewandelten Kurfürstentums Sachsen. Zwischen 1657 und 1718 gehörte das Amt zum albertinischen Sekundogenitur-Fürstentum Sachsen-Zeitz.
Bis zum Ende der sächsischen Ämterverfassung im Jahr 1856 bildete es als sächsisches Amt den räumlichen Bezugspunkt für die Einforderung landesherrlicher Abgaben und Frondienste, für Polizei, Rechtsprechung und Heeresfolge. 

## Geographische Ausdehnung
Das Gebiet des Amts Plauen umfasste den Norden des sächsischen Vogtlands mit den Städten Plauen, Mühltroff, Elsterberg, Netzschkau, Mylau, Reichenbach, Lengenfeld, Treuen, Auerbach und Falkenstein. Im Osten grenzte es an das Westerzgebirge und den Zwickauer Raum, im Westen und Norden an das thüringische Vogtland. Größte Flüsse im Gebiet sind die Weiße Elster und die Göltzsch. Zum Amtsgebiet gehörten dazu noch die Exklaven Hundsgrün, Werda, Kottengrün, die Stadt Gefell, Blintendorf, Sparnberg und Blankenberg. Die letzten beiden Orte liegen an der Saale an der Grenze zum ehemaligen Fürstentum Bayreuth.
Der Großteil der ehemaligen Amtsorte bildet heute den Nordteil des sächsischen Vogtlandkreises. Herlagrün liegt heute im sächsischen Landkreis Zwickau. Die Orte Dröswein, Langenbuch und Stelzen liegen heute wie die ehemaligen Exklaven Gefell, Blintendorf, Sparnberg und Blankenberg im thüringischen Saale-Orla-Kreis. Pansdorf, Tremnitz und Sachswitz liegen im thüringischen Landkreis Greiz.

## Angrenzende Verwaltungseinheiten
| Amt Pausa                                       | Fürstentum Reuß älterer Linie               | Amt Zwickau            |
| Fürstentum Reuß jüngerer Linie                  | Kompassrose, die auf Nachbargemeinden zeigt | Amt Wiesenburg         |
| Fürstentum Bayreuth (Landeshauptmannschaft Hof) | Amt Voigtsberg                              | Kreisamt Schwarzenberg |

## Geschichte
Die Herrschaft Plauen war böhmisches Lehen, welches ab 1327 die Vögte von Plauen (Haus Weida) besaßen. Infolge des Vogtländischen Kriegs (1354–1357) verloren die Plauener Vögte fast ihren gesamten Besitz. Die Städte Mylau und Reichenbach der jüngeren Linie fielen an den böhmischen König, der seinen Anspruch mit einer Schenkungsurkunde Kaiser Friedrich II. von 1212 begründete. Außerdem mussten sie die Wettiner als Landesherren über den restlichen Besitz anerkennen. 1466 kam die Herrschaft Plauen an die Wettiner. Seit der Leipziger Teilung im Jahr 1485 gehörte das nunmehrige Amt zur ernestinischen Linie der Wettiner. Im 16. Jahrhundert kamen zum Amt Plauen die Herrschaften Elsterberg (ehemaliger Besitz der Lobdeburger), Treuen, Auerbach (beide waren ehemaliger Besitz der Burggrafen von Dohna), Mylau mit Reichenbach, Mühltroff und Falkenstein (alle drei Ämter waren Ämter der Wettiner) dazu.
1529 wurde im Vogtland die Reformation eingeführt. Durch die Niederlage der Ernestiner im Schmalkaldischen Krieg kamen die drei vogtländischen Ämter Pausa, Plauen und Voigtsberg im Jahr 1547 in Besitz der böhmischen Krone. 1548 kauften die Herren von Plauen das Amt Plauen als böhmisches Lehen zurück.
1569 erwarb es der albertinische Kurfürst von den hoch verschuldeten Vögten von Plauen und es wurde Teil des neu gegründeten Vogtländischen Kreises innerhalb des Kurfürstentums Sachsen. Von 1657 bis 1718 gehörten die drei Ämter des Vogtländischen Kreises zum albertinischen Sekundogeniturfürstentum Sachsen-Zeitz. Während dieser Zeit richtete der sächsische Kurfürst zur Wahrnehmung der ihm verbliebenen Befugnisse im Vogtland das Amt Reichenbach ein. Nach 1764 wurde das Amt Plauen meist mit dem Amt Pausa gemeinsam erwähnt.
Nach dem Wiener Kongress wurden die Exklaven des Amts, d. h. die Stadt Gefell und die Orte Blintendorf, Sparnberg und Blankenberg als Exklaven dem preußischen Landkreis Ziegenrück angegliedert, der innerhalb der Provinz Sachsen selbst eine Exklave war.
1856 wurden aus dem Amt Plauen 8 Gerichtsamtsbezirke gebildet. Die Bezirke Plauen, Pausa, Elsterberg und Reichenbach gingen 1875 in der Amtshauptmannschaft Plauen auf. Die Gerichtsamtsbezirke Auerbach/Vogtl., Lengenfeld/Vogtl., Falkenstein/Vogtl. und Treuen wurden 1875 Teil der Amtshauptmannschaft Auerbach.

## Zugehörige Orte
Städte
| - Plauen - Auerbach - Elsterberg - Falkenstein - Lengenfeld | - Mühltroff - Mylau - Netzschkau - Reichenbach - Treuen |

Dörfer und Häusergruppen
| - Abhorn - Albertsberg - Altmannsgrün (bei Treuen) - Altensalz - Bad Reiboldsgrün - Beerheide - Bergen (bei Falkenstein) - Brockau - Brunn (bei Auerbach) - Brunn (bei Reichenbach) - Buch - Buchwald - Carolagrün - Chrieschwitz - Christgrün - Coschütz - Crinitzleithen - Cunsdorf (bei Elsterberg) - Cunsdorf (bei Reichenbach) - Dehles - Demeusel - Dorfstadt - Dresselsgrün - Drochaus - Dröswein - Droßdorf (anteilig) - Eich - Ellefeld - Fasendorf - Foschenroda - Friedrichsgrün - Friesen - Gansgrün - Geilsdorf - Obergöltzsch - Untergöltzsch - Görschnitz (sächs. Anteil) - Gospersgrün - Grobau - Großfriesen | - Grün - Grünbach - Grünheide - Gutenfürst - Hammerbrücke - Hartmannsgrün (bei Treuen) - Haselbrunn - Hauptbrunn - Oberheinsdorf - Unterheinsdorf - Helmsgrün mit Rodlera - Herlagrün - Herlasgrün - Hinterhain - Hohengrün - Hundsgrün (anteilig, Exklave) - Irfersgrün - Jägersgrün (Exklave) - Jocketa - Jößnitz - Kauschwitz - Kemnitz - Kleinfriesen - Kleingera - Kloschwitz - Kobitzschwalde - Kornbach - Kottengrün (anteilig) - Krebes - Kröstau - Kürbitz - Lambzig - Langenbach - Langenbuch - Oberlauterbach - Unterlauterbach - Leubnitz - Liebau - Limbach - Losa | - Lottengrün (anteilig) - Mechelgrün - Mehltheuer - Meßbach - Möschwitz - Mühlgrün - Mühlleithen - Muldenberg - Neudörfel - Neudorf - Neuensalz - Neundorf - Neustadt - Niederauerbach - Noßwitz - Oberlosa - Obermylau - Oberpirk - Oberreichenbach - Pansdorf - Pechtelsgrün - Perlas - Pfaffengrün - Plohn - Pöhl - Poppengrün - Ranspach - Rebesgrün - Reimersgrün - Reinhardtswalde - Reinsdorf - Reißig - Rempesgrün - Reumtengrün - Reusa - Reuth (westlich von Plauen) - Rodau - Rodersdorf - Rodewisch (exklusive Niederauerbach, Obergöltzsch, Untergöltzsch) | - Röthenbach - Rothenkirchen - Rotschau - Rößnitz - Röttis - Ruderitz - Ruppertsgrün mit Rentzschmühle - Rützengrün - Sachswitz (sächs. Anteil) - Schnarrtanne - Schneckengrün - Schneidenbach - Schönau - Schönberg - Schönbrunn (bei Lengenfeld) - Schönlind (bei Reuth) - Scholas - Schreiersgrün - Schwand - Schwarzenreuth - Siebenhitz (bei Falkenstein/Vogtl.) - Siebenhitz (bei Neustadt/Vogtl.) - Siehdichfür - Sorga (bei Auerbach) - Sorga (bei Plauen) - Steins - Steinsdorf - Stelzen (sächs. Anteil) - Stöckigt - Straßberg - Syrau - Taltitz - Tauschwitz - Theuma - Thierbach - Thiergarten - Thossen - Thoßfell - Tobertitz - Tremnitz | - Trieb (bei Falkenstein/Vogtl.) - Trieb (bei Pöhl) - Unterlosa - Veitenhäuser - Vogelsgrün - Voigtsgrün - Waldkirchen - Wallengrün - Oberweischlitz - Unterweischlitz - Weißensand - Werda (anteilig) - Wernesgrün - Wetzelsgrün - Wildenau - Winselburg - Wolfspfütz - Zobes - Zschockau - Zwoschwitz |

Exklaven, die 1815 an den preußischen Kreis Ziegenrück abgetreten wurden
- Stadt Gefell
- Blintendorf
- Sparnberg
- Blankenberg

Burgen und Schlösser
| - Burg Auerbach - Schloss Elsterberg - Burg Falkenstein - Schloss Geilsdorf - Wasserburg Göltzsch (in Obergöltzsch) | - Schloss Jößnitz - Schloss Leubnitz - Burg Liebau - Wasserburg Mechelgrün - Burg Mühltroff | - Burg Mylau - Schloss Netzschkau - Malzhaus (in Plauen) - Neues Schloss / Hradschin (in Plauen) - Burg Plohn | - Burg Straßberg - Schloss Treuen oberen und unteren Teils - Burg Türbel - Unteres Schloss (in Ellefeld) |

## Amtleute
- Thimo von Hermannsgrün, Hauptmann